# Гоголин (община)
Община Гоголин (на полски: Gmina Gogolin) е градско-селска община в Полша, Ополско войводство, Крапковишки окръг. Административен център на общината е град Гоголин. Населението и през 2004 година е 11 902 души.

## Повърхностната структура
Общината е с площ 100,51 km², включително: земеделска земя е 45%, горска земя е 33%. Територията на общината е 22,72%, а населението е 18% от крапковишки повятът.

## Населени места
Общината има 10 населени места:
- Гоголин
- Гураждже
- Домбровка
- Закшов
- Камен Шльонски
- Камьонек
- Малня
- Обровец
- Одровонж
- Хоруля